# Anisodes perpunctulata
Anisodes perpunctulata är en fjärilsart som beskrevs av Louis Beethoven Prout 1938. Anisodes perpunctulata ingår i släktet Anisodes och familjen mätare. Inga underarter finns listade i Catalogue of Life.